# Boulancourt
Ne doit pas être confondu avec Boutancourt.
Boulancourt est une commune française située dans le département de Seine-et-Marne, en région Île-de-France. Elle fait partie du canton de Fontainebleau, et de la communauté de communes des Terres du Gâtinais.
En 2022, elle compte 341 habitants.

## Géographie

### Localisation

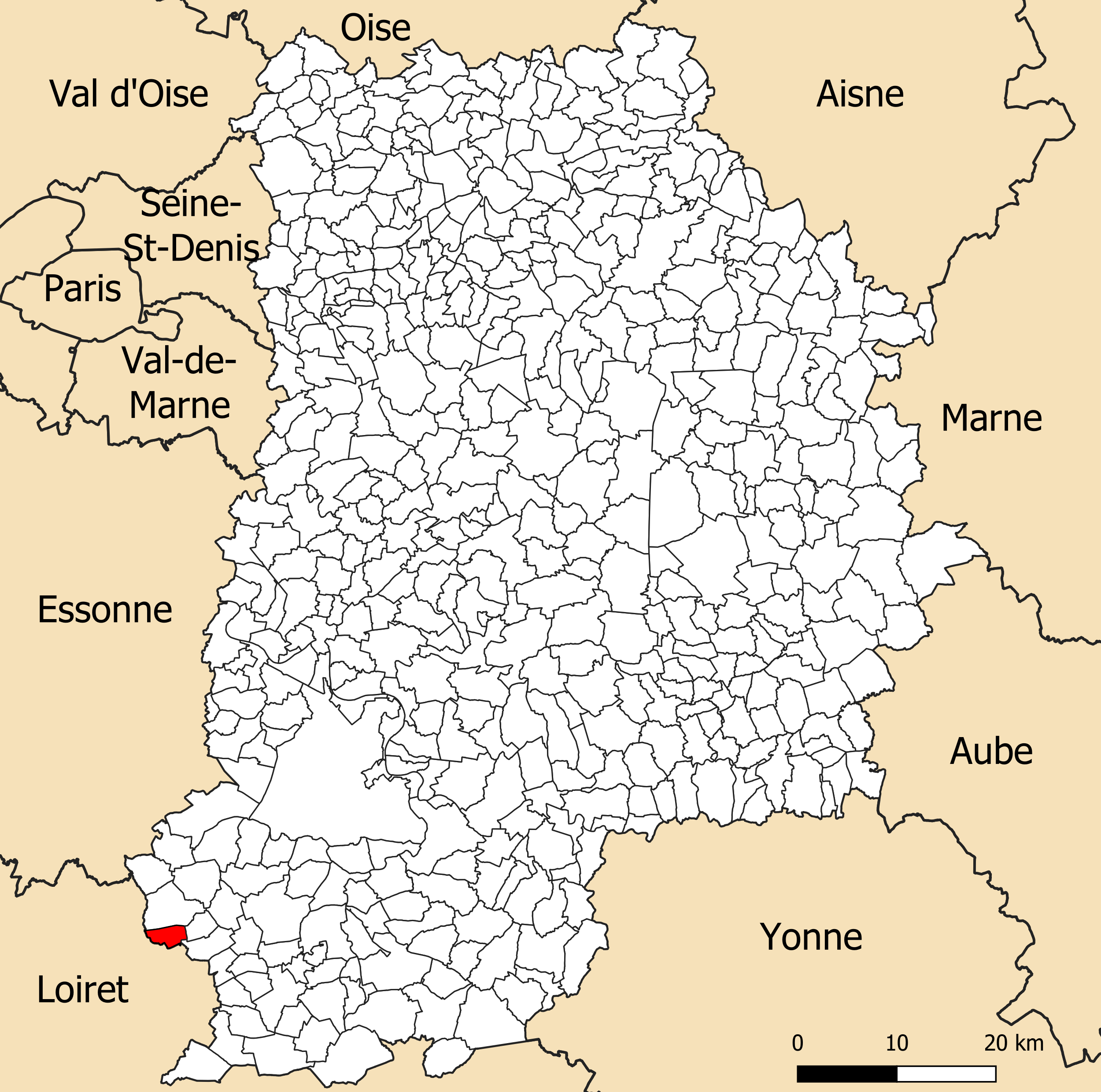
Localisation de Boulancourt dans le département de Seine-et-Marmn.

La commune de Boulancourt se trouve dans le département de Seine-et-Marne, en région Île-de-France. Elle fait partie des 69 communes  du Parc naturel régional du Gâtinais français (dont 33 en Seine-et-Marne).
Elle se situe à 43,17 km par la route de Melun, préfecture du département et à 29,33 km de Fontainebleau, sous-préfecture. La commune fait en outre partie du bassin de vie de Malesherbes.

### Communes limitrophes

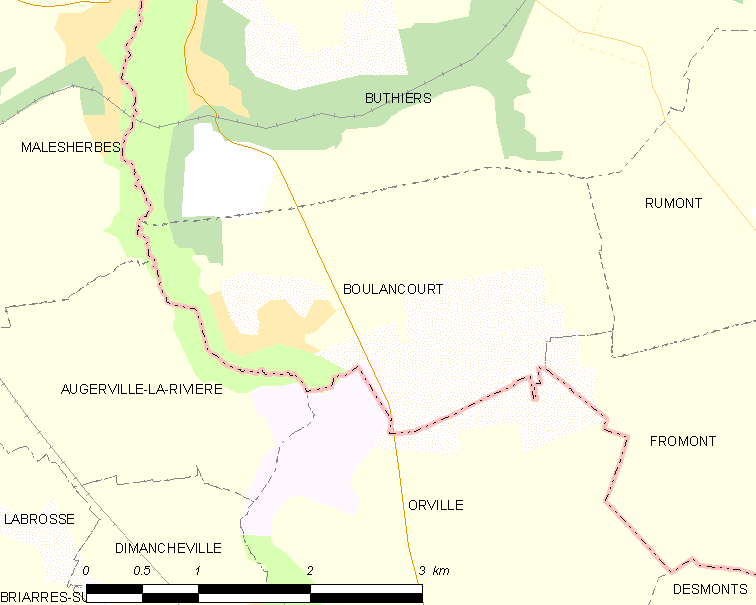
Carte des communes limitrophes de Boulancourt.

Les communes les plus proches sont : 
Augerville-la-Rivière (0,8 km), Orville (1,8 km), Dimancheville (2,6 km), Buthiers (3,2 km), Briarres-sur-Essonne (3,4 km), Labrosse (3,7 km), Rumont (4,5 km), Malesherbes (4,8 km).
| Le Malesherbois (Loiret)       | Buthiers         |         |
| Augerville-la-Rivière (Loiret) | Boulancourt      | Rumont  |
|                                | Orville (Loiret) | Fromont |

### Géologie et relief

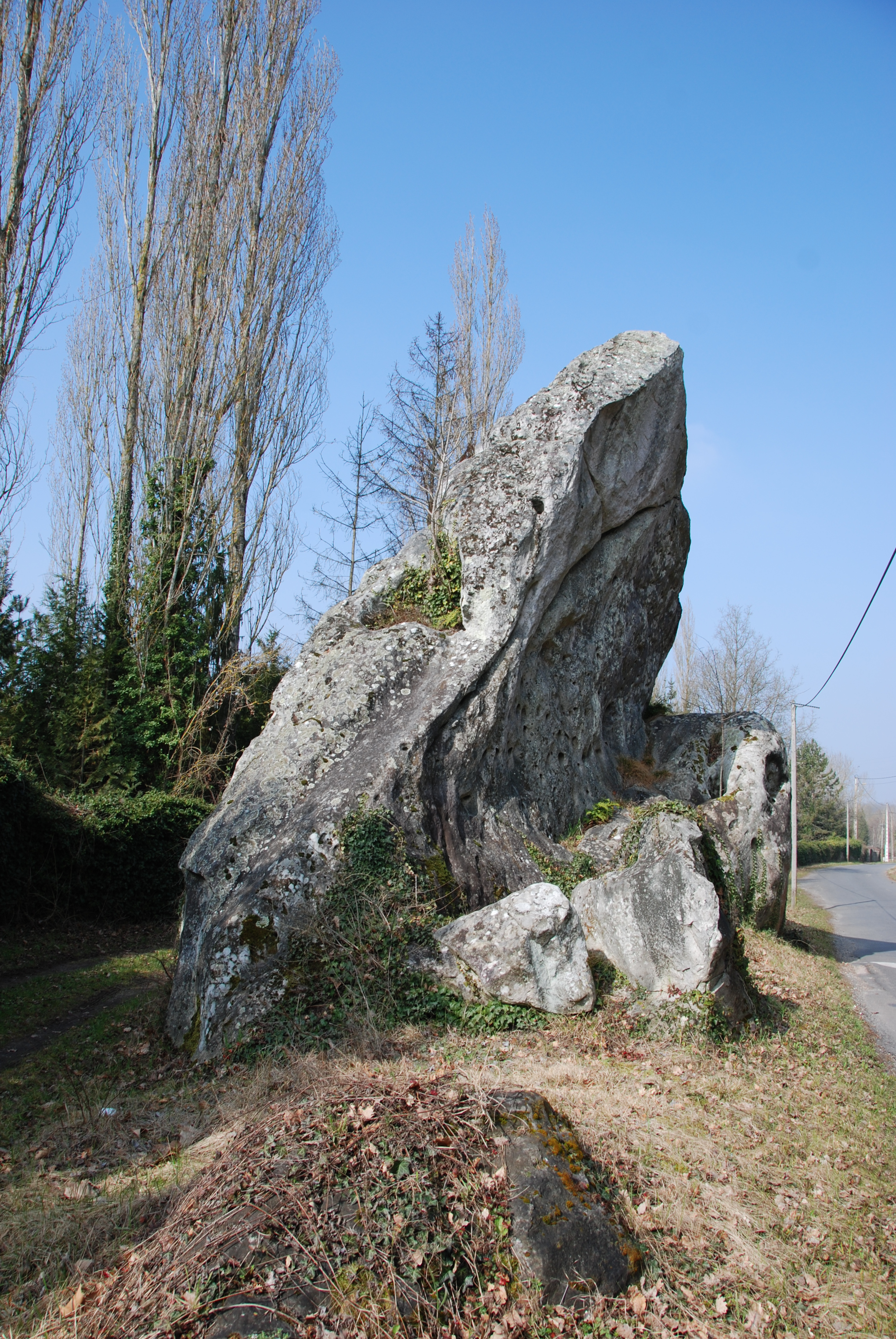
La Pierre longue.

Les champs en haut du village sont situés sur un plateau dont l'altitude est d'environ 110 m. Le village lui-même se trouve sur le coteau qui descend vers l'Essonne. Cette rivière, qui marque aussi la limite ouest du village et du département de Seine-et-Marne est à une altitude d'environ 68 m. Le village de Boulancourt s'étend donc sur une dénivellation de près de 40 m. Les abords de la rivière sont plats sur quelques centaines de mètres du côté de Boulancourt et un peu plus larges du côté d'Augerville.
Le territoire de la commune se situe dans le sud du Bassin parisien, plus précisément au nord de la région naturelle du Gâtinais.
Géologiquement intégré au bassin parisien, qui est une région géologique sédimentaire, l'ensemble des terrains affleurant de la commune sont issus de l'ère géologique Cénozoïque (des périodes géologiques s'étageant du Paléogène au Quaternaire),.

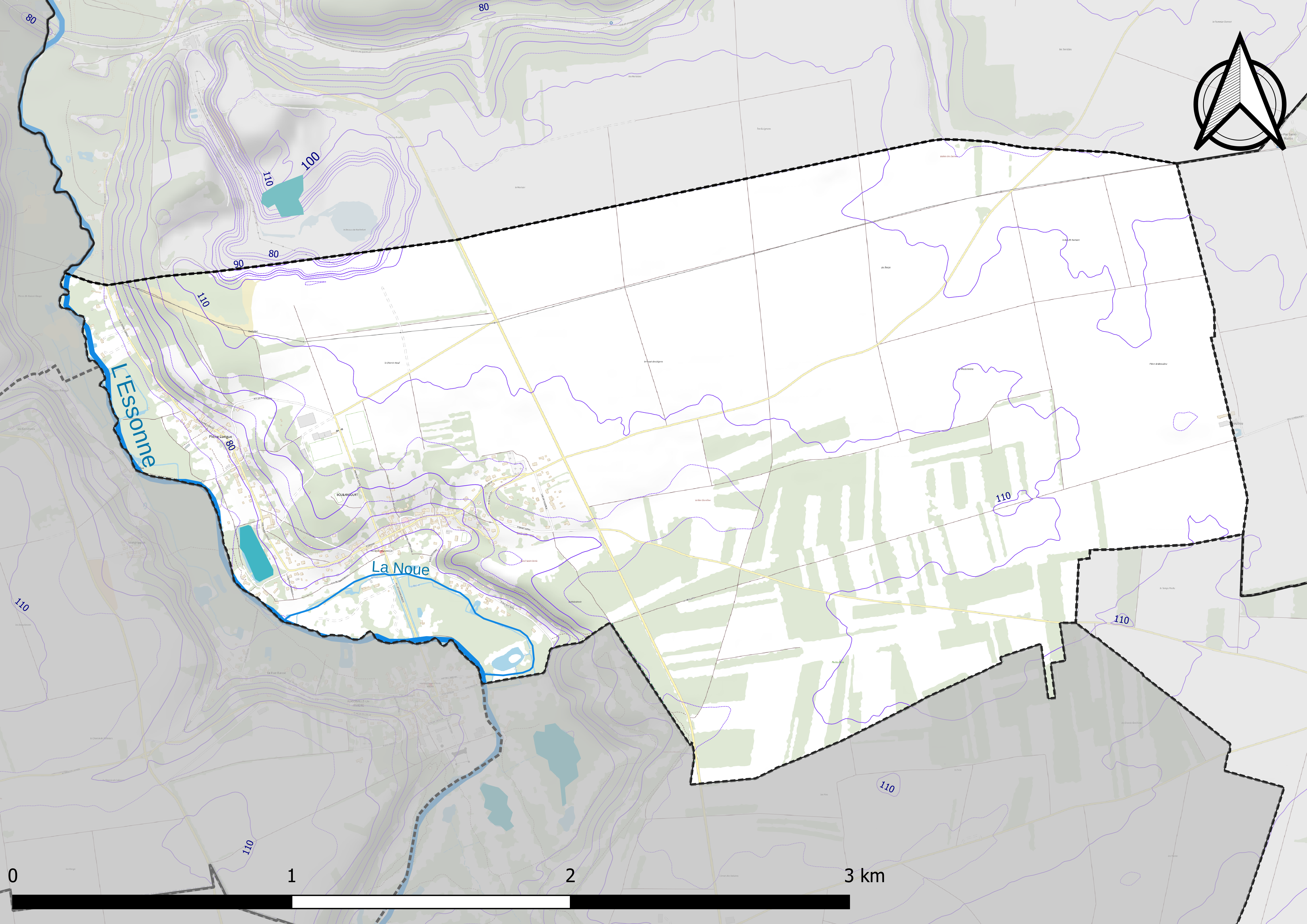
Carte du relief de Boulancourt.
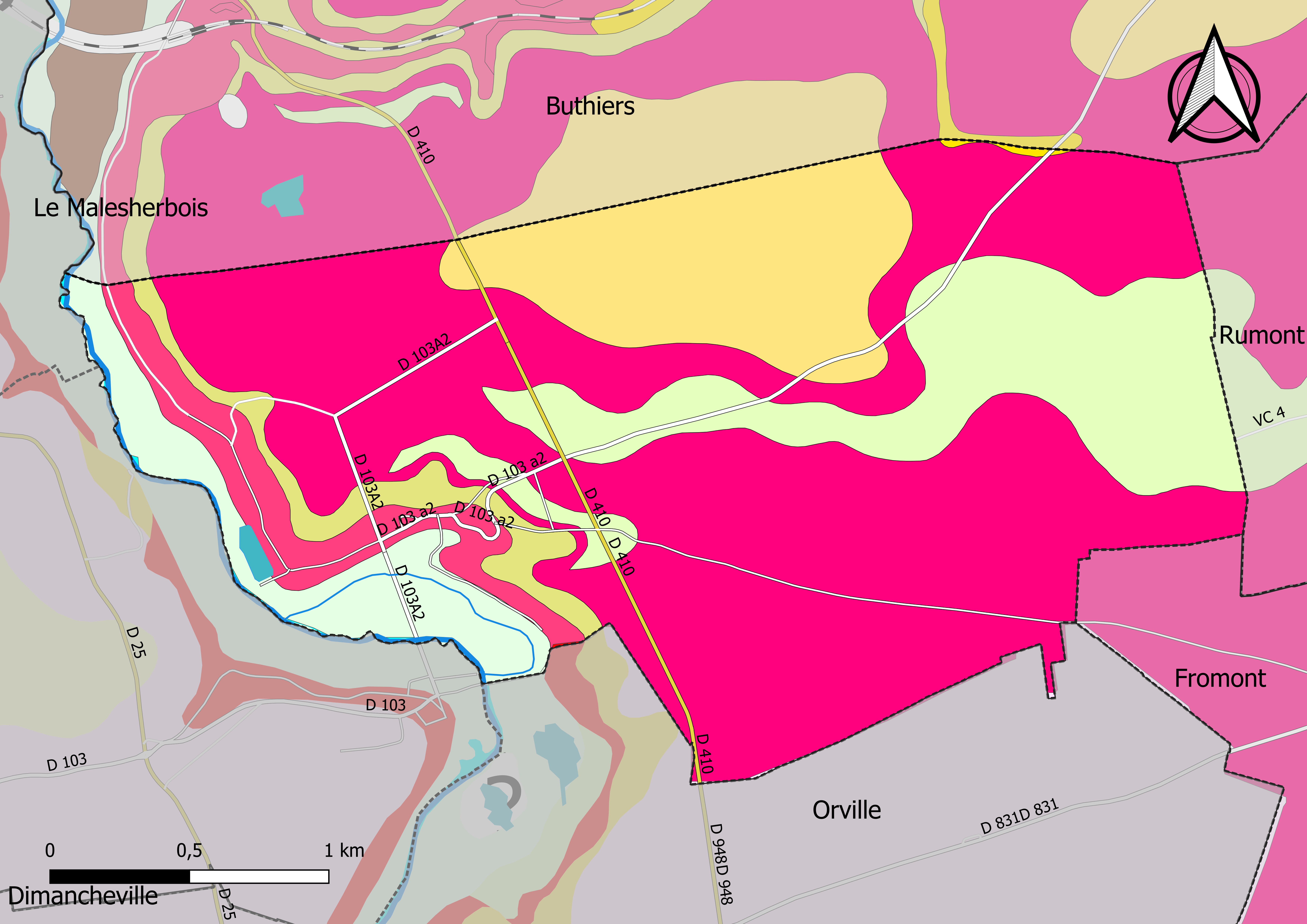
Carte géologique vectorisée et harmonisée de Boulancourt.

|  | CE : | Colluvions polygéniques éboulis.                                  |
|  | CF : | Colluvions de versant et de fond de vallon.                       |
|  | LP : | Limon des plateaux de composition argilo-marneuse.                |
|  | Fz : | Alluvions récentes : limons, argiles, sables, tourbes localement. |

|  | g1ME : | Faciès marneux du Calcaire d'Étampes.                                           |
|  | g1CE : | Calcaire d'Étampes, meulières, marnes, calcaires du Gâtinais.                   |
|  | g1SF : | Sables de Fontainebleau, accessoirement grès en place ou peu remanié (versant). |

### Hydrographie

#### Réseau hydrographique

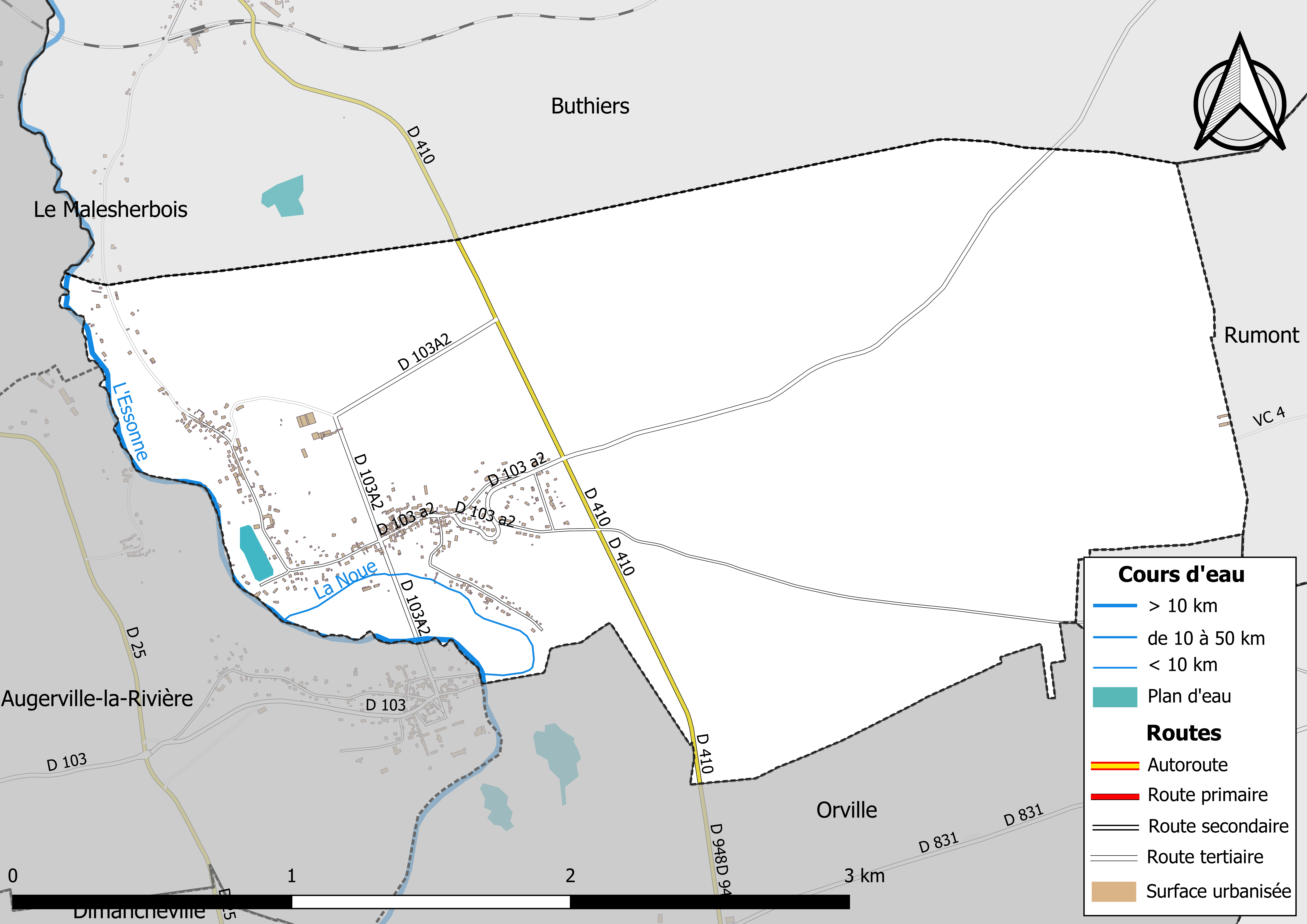
Carte des réseaux hydrographique et routier de Boulancourt.

Le réseau hydrographique de la commune se compose de deux cours d'eau référencés :
- l’Essonne, longue de 101,10 km[8], affluent de la rive gauche de la Seine ;
  - la Noue, 1,30 km[9], affluent de l’Essonne.

La longueur totale des cours d'eau sur la commune est de 2,24 km.

#### Gestion des cours d'eau
Afin d’atteindre le bon état des eaux imposé par la Directive-cadre sur l'eau du 23 octobre 2000, plusieurs outils de gestion intégrée s’articulent à différentes échelles : le SDAGE, à l’échelle du bassin hydrographique, et le SAGE, à l’échelle locale. Ce dernier fixe les objectifs généraux d’utilisation, de mise en valeur et de protection quantitative et qualitative des ressources en eau superficielle et souterraine. Le département de Seine-et-Marne est couvert par six SAGE, au sein du bassin Seine-Normandie.
La commune fait partie du SAGE « Nappe de Beauce et milieux aquatiques associés », approuvé le 11 juin 2013. Le territoire de ce SAGE couvre deux régions, six départements et compte 681 communes, pour une superficie de 9 722 km2. Le pilotage et l’animation du SAGE sont assurés par le Syndicat mixte du pays Beauce Gâtinais en Pithiverais, qualifié de « structure porteuse ».

### Climat
Pour des articles plus généraux, voir Climat de l'Île-de-France et Climat de Seine-et-Marne.
En 2010, le climat de la commune est de type climat océanique dégradé des plaines du Centre et du Nord, selon une étude du CNRS s'appuyant sur une série de données couvrant la période 1971-2000. En 2020, Météo-France publie une typologie des climats de la France métropolitaine dans laquelle la commune est exposée à un climat océanique altéré et est dans la région climatique Sud-ouest du bassin Parisien, caractérisée par une faible pluviométrie, notamment au printemps (120 à 150 mm) et un hiver froid (3,5 °C).
Pour la période 1971-2000, la température annuelle moyenne est de 10,9 °C, avec une amplitude thermique annuelle de 15,4 °C. Le cumul annuel moyen de précipitations est de 690 mm, avec 11 jours de précipitations en janvier et 7,4 jours en juillet. Pour la période 1991-2020, la température moyenne annuelle observée sur la station météorologique la plus proche, située sur la commune de Boigneville à 10 km à vol d'oiseau, est de 11,5 °C et le cumul annuel moyen de précipitations est de 615,6 mm,. Pour l'avenir, les paramètres climatiques de la commune estimés pour 2050 selon différents scénarios d'émission de gaz à effet de serre sont consultables sur un site dédié publié par Météo-France en novembre 2022.

### Milieux naturels et biodiversité

#### Espaces protégés
La protection réglementaire est le mode d’intervention le plus fort pour préserver des espaces naturels remarquables et leur biodiversité associée,.
Dans ce cadre, la commune fait partie d'un espace protégé, le Parc naturel régional du Gâtinais français, créé en 1999 et d'une superficie de 75 567 ha. D’une grande richesse en termes d’habitats naturels, de flore et de faune, il est un maillon essentiel de l’Arc sud-francilien des continuités écologiques (notamment pour les espaces naturels ouverts et la circulation de la grande faune),.
Un autre espace protégé est présent sur la commune : la zone de transition de la réserve de biosphère « Fontainebleau et Gâtinais », créée en 1998 et d'une superficie totale de 150 544 ha (95 595 ha pour la zone de transition). Cette réserve de biosphère, d'une grande biodiversité, comprend trois grands ensembles : une grande moitié ouest à dominante agricole, l’emblématique forêt de Fontainebleau au centre, et le Val de Seine à l’est. La structure de coordination est l'Association de la Réserve de biosphère de Fontainebleau et du Gâtinais, qui comprend un conseil scientifique et un Conseil Education, unique parmi les Réserves de biosphère françaises,.

## Urbanisme

### Typologie
Au 1er janvier 2024, Boulancourt est catégorisée commune rurale à habitat dispersé, selon la nouvelle grille communale de densité à sept niveaux définie par l'Insee en 2022.
Elle est située hors unité urbaine. Par ailleurs la commune fait partie de l'aire d'attraction de Paris, dont elle est une commune de la couronne,. Cette aire regroupe 1 929 communes,.

### Occupation des sols
L'occupation des sols de la commune, telle qu'elle ressort de la base de données européenne d’occupation biophysique des sols Corine Land Cover (CLC), est marquée par l'importance des territoires agricoles (82,7 % en 2018), en diminution par rapport à 1990 (85,3 %). La répartition détaillée en 2018 est la suivante :
terres arables (51,05 %) ;
zones agricoles hétérogènes (31,64 %) ;
forêts (7,92 %) ;
zones urbanisées (6,86 %) ;
mines, décharges et chantiers (1,83 %) ;
espaces verts artificialisés, non agricoles (0,70 %).
| Type d’occupation | 1990      | 1990    | 2018      | 2018    | Bilan     |
| --- | --------- | ------- | --------- | ------- | --------- |
| Territoires artificialisés (zones urbanisées, zones industrielles ou commerciales et réseaux de communication, mines, décharges et chantiers, espaces verts artificialisés ou non agricoles) | 36,22 ha  | 5,61 %  | 60,61 ha  | 9,39 %  | 24,38 ha  |
| Territoires agricoles (terres arables, cultures permanentes, prairies, zones agricoles hétérogènes)                                                                                          | 550,41 ha | 85,25 % | 533,90 ha | 82,70 % | −16,51 ha |
| Forêts et milieux semi-naturels (forêts, milieux à végétation arbustive et/ou herbacée, zones agricoles hétérogènes, espaces ouverts sans ou avec peu de végétation)                         | 58,98 ha  | 9,14 %  | 51,11 ha  | 7,92 %  | −7,87 ha  |

Parallèlement, L'Institut Paris Région, agence d'urbanisme de la région Île-de-France, a mis en place un inventaire numérique de l'occupation du sol de l'Île-de-France, dénommé le MOS (Mode d'occupation du sol), actualisé régulièrement depuis sa première édition en 1982. Réalisé à partir de photos aériennes, le Mos distingue les espaces naturels, agricoles et forestiers mais aussi les espaces urbains (habitat, infrastructures, équipements, activités économiques, etc.) selon une classification pouvant aller jusqu'à 81 postes, différente de celle de Corine Land Cover,,. L'Institut met également à disposition des outils permettant de visualiser par photo aérienne l'évolution de l'occupation des sols de la commune entre 1949 et 2018.

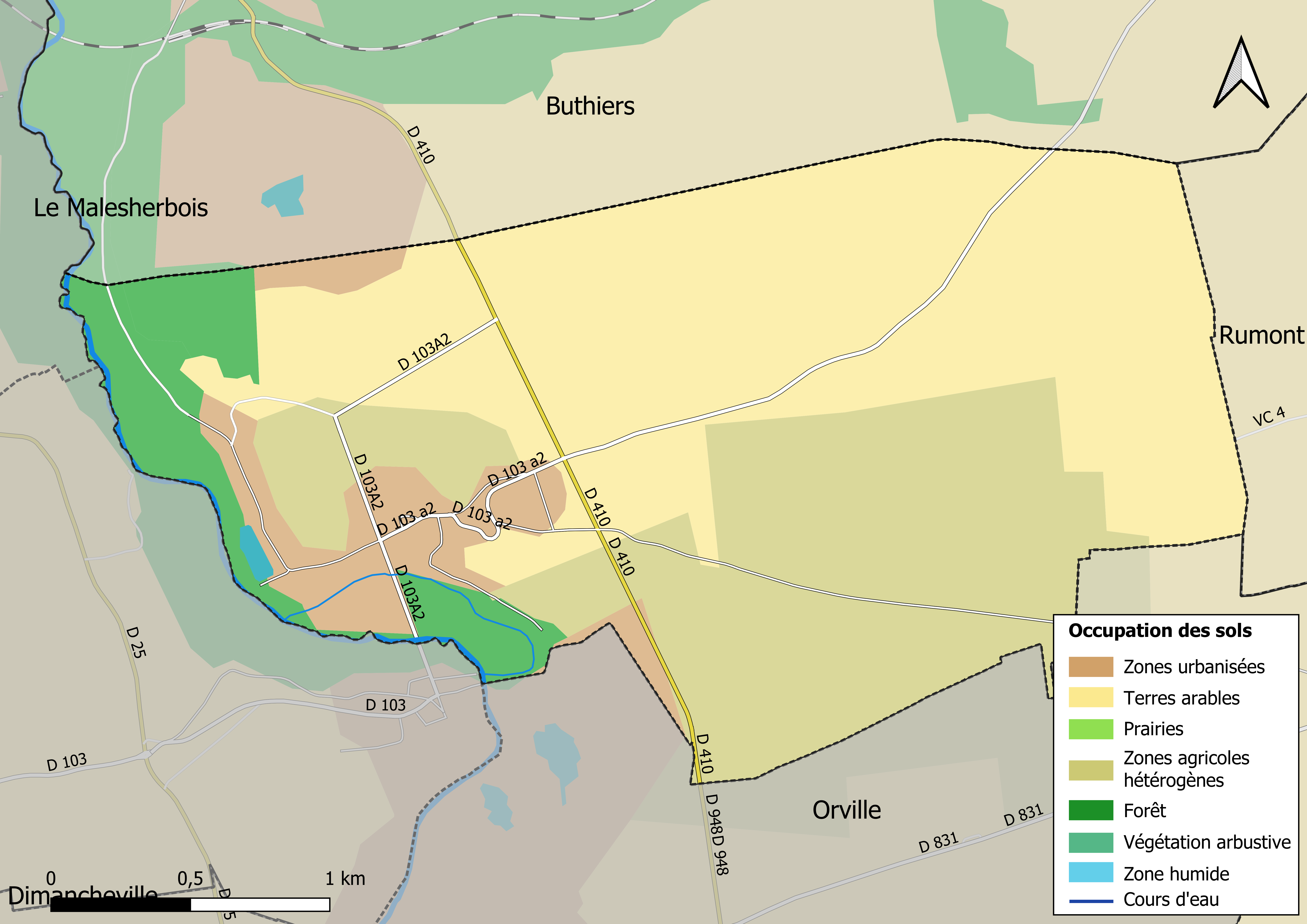
Carte des infrastructures et de l'occupation des sols en 2018 (CLC) de la commune.
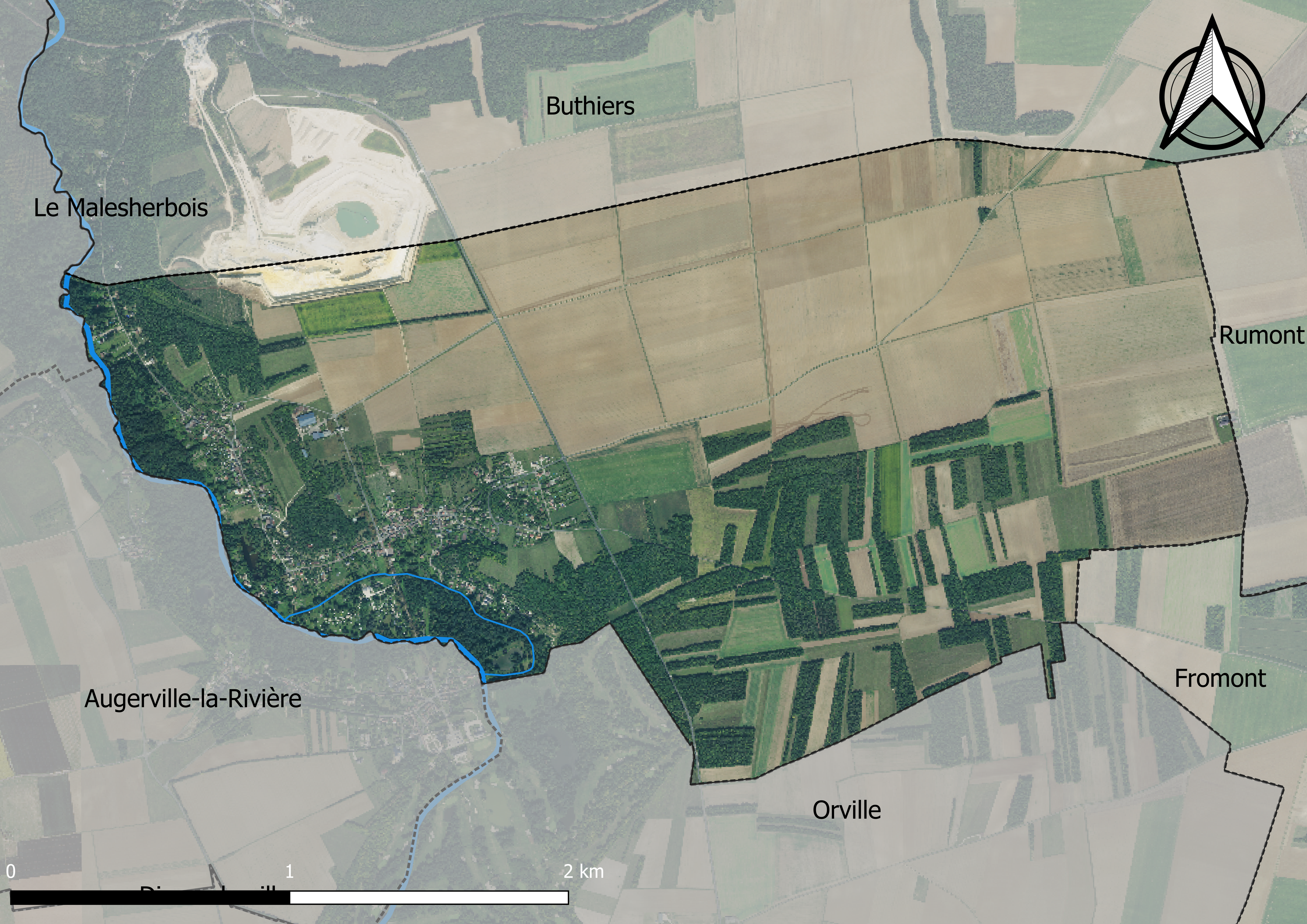
Carte orhophotogrammétrique de la commune.

### Planification
La loi SRU du 13 décembre 2000 a incité les communes à se regrouper au sein d’un établissement public, pour déterminer les partis d’aménagement de l’espace au sein d’un SCoT, un document d’orientation stratégique des politiques publiques à une grande échelle et à un horizon de vingt ans et s'imposant aux documents d'urbanisme locaux, les PLU (Plan local d'urbanisme). La commune est dans le territoire du SCOT Nemours Gâtinais, approuvé le 5 juin 2015 et porté par le syndicat mixte d’études et de programmation (SMEP) Nemours-Gâtinais.
La commune disposait en 2019 d'un plan local d'urbanisme en révision. Le zonage réglementaire et le règlement associé peuvent être consultés sur le géoportail de l'urbanisme.

### Lieux-dits et écarts

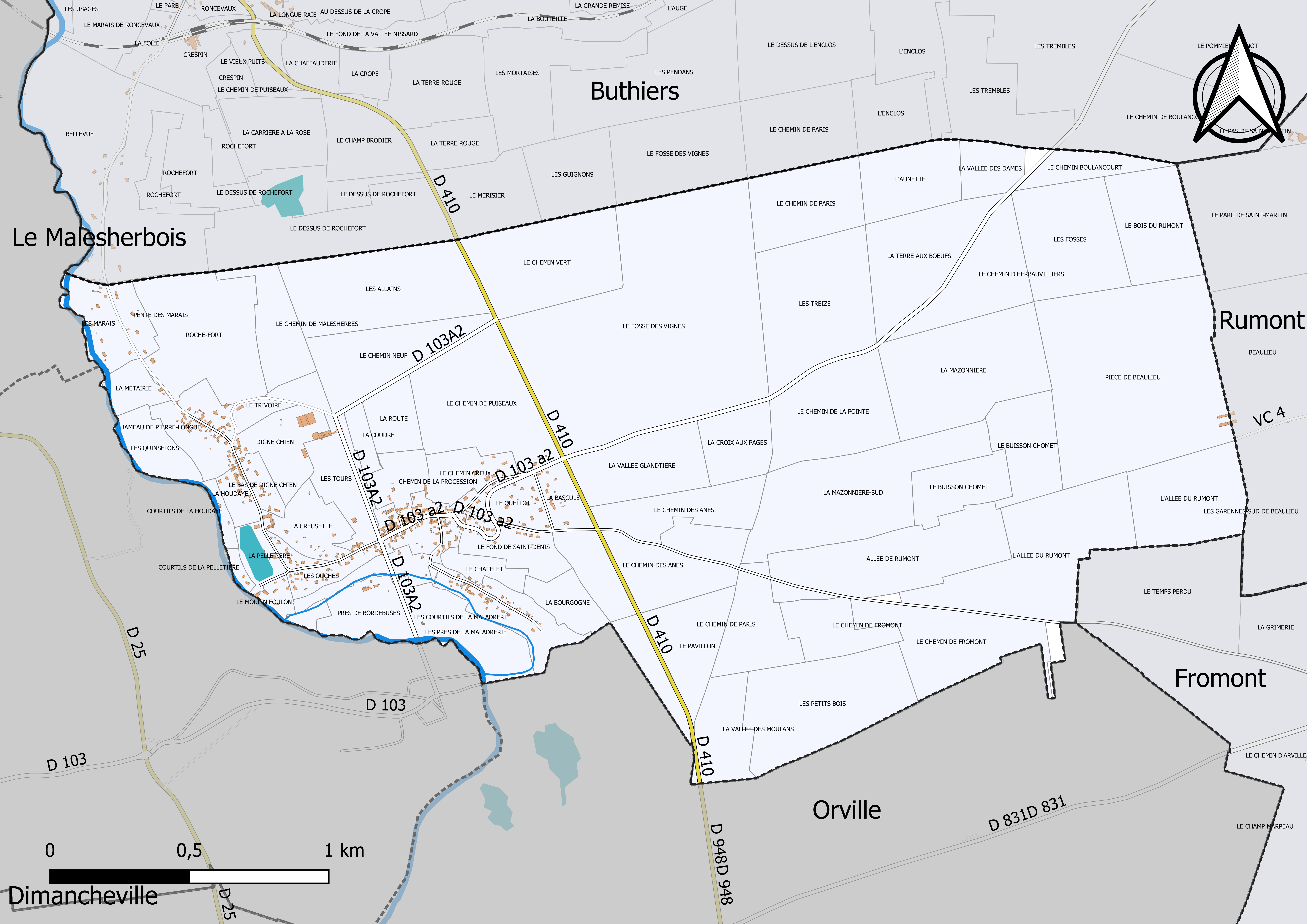
Carte du cadastre de la commune de Boulancourt.

La commune compte 59 lieux-dits administratifs répertoriés consultables ici (source : le fichier Fantoir) dont la Maladrerie.

### Logement
En 2016, le nombre total de logements dans la commune était de 226 dont 99,1 % de maisons et 0,9 % d’appartements.
Parmi ces logements, 70,9 % étaient des résidences principales, 25,2 % des résidences secondaires et 3,9 % des logements vacants.
La part des ménages propriétaires de leur résidence principale s’élevait à 78,8 % contre 16,7 % de locataires et 4,5 % logés gratuitement.

### Voies de communication et transports

#### Voies de communication

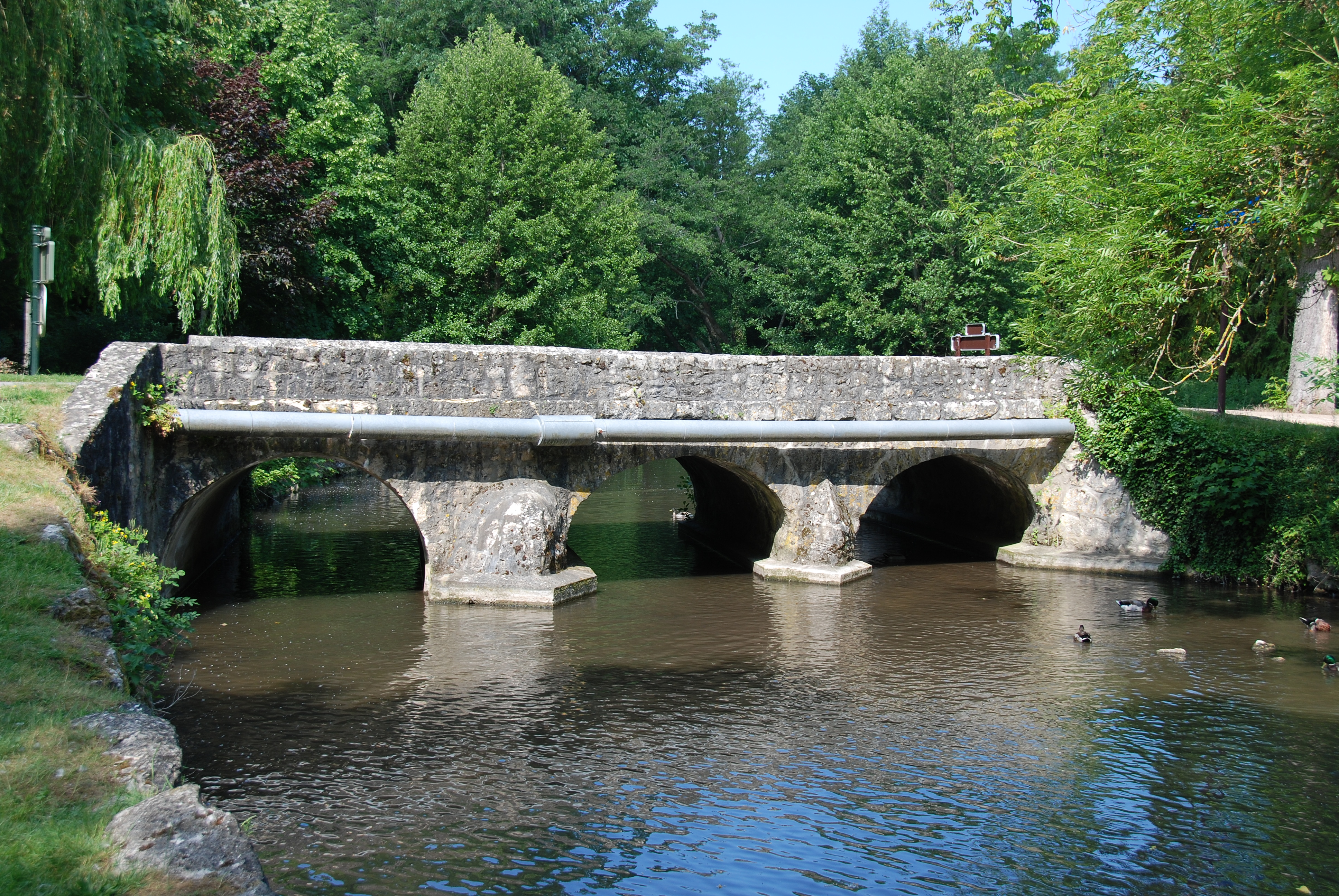
Le pont de D 103A2 sur l'Essonne.

Boulancourt est principalement desservie par la route départementale D 410 qui la relie à Buthiers, au nord, et à Orville, au sud. La D 103A2 quant à elle, relie Boulancourt à Augerville-la-Rivière, au sud.
Plusieurs ponts routiers franchissent l'Essonne, comme le « pont Noir » qui est la passerelle du moulin Foulon. Le pont principal étant celui de la  D 103A2 qui mène du haut de Boulancourt au château d'Augerville.

#### Transports
La commune est desservie par deux lignes d'autocars :
- la ligne no 4003 du réseau de bus Fontainebleau - Moret, reliant La Chapelle-la-Reine à Noisy-sur-École ;
- la ligne no 4005 du réseau de bus Vallée du Loing - Nemours, reliant La Chapelle-la-Reine à Roncevaux (Buthiers).

## Toponymie
Le nom de la commune est composé de deux parties : Boulan et Court. D'après MT Morlet, Boulan pourrait venir du nom germanique romanisé : Bodolinus. « Court » est une terminaison classique qui au début voulait dire « enclos » puis « parc ». Cela est une première liaison avec Augerville qui aurait été la villa gallo-romaine.

## Histoire
De nombreuses données historiques ont été empruntées aux publications de Jean-Pierre Tintignac.

### Préhistoire
Toute la région est parsemée de nombreux vestiges préhistoriques, Boulancourt ne fait pas exception à la règle.
Le site des Fiefs a été fouillé en 1987. Une nécropole d'une vingtaine de sépultures dont une sous une dalle de près de 15 tonnes y a été mise au jour. Le site du Châtelet « l'éperon barré », en 1990-1996. Ce site occupé vers 4500 av. J.-C. puis vers 900 av. J.-C., a été prospecté sur le plateau surplombant la vallée. On y a trouvé les restes d'une habitation (trous de poteaux) et une double rangée de palissades (musée départemental de Préhistoire d'Île-de-France à Nemours). Clairement, ce site situé sur un éperon permettait de défendre les habitations. On y trouvait, en effet, des fossés puis des palissades puis les constructions; sur un côté, le site dominait la vallée de l'Essonne. De nombreux objets y ont été trouvés en poterie ou en os, mais pas d'objets métalliques qui ont peut-être disparu.
Sur le site de la carrière de la SAMIN, on a découvert en 2003-2004 les restes de sept maisons (trous de poteaux) et de sépultures dont l'une était celle d'un homme ayant subi une amputation présentant des signes de cicatrisation. (voir commune de Buthiers)

### Moyen Âge

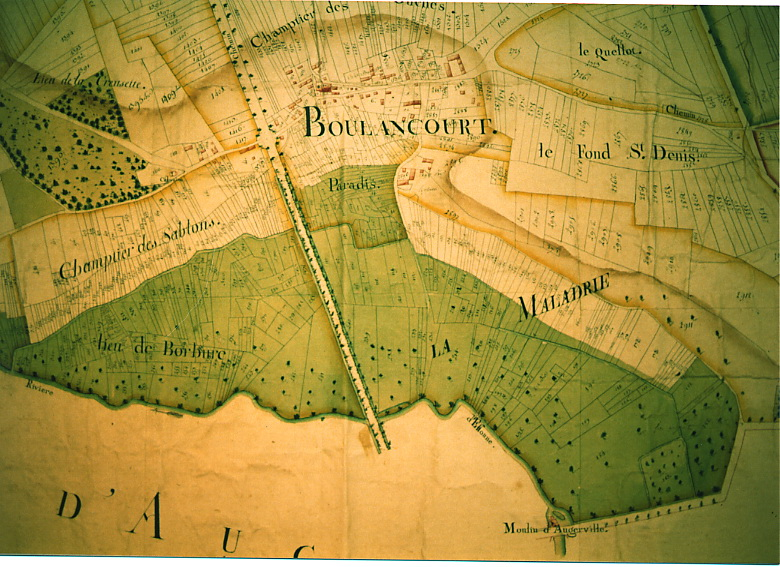
Plan de seigneurie du milieu du XVIIIe siècle.

Aucune trace de l'époque gallo-romaine n'a été mise au jour, mais comme il en a été trouvé à Augerville, près de l'église, on peut affirmer qu'il y avait des Gallo-Romains à Boulancourt.
Avant le XIIe siècle, rien n'est certain, les légendes racontent qu'il y aurait eu un château occupé par les barons de Boulancourt et un hôpital au lieu-dit  la Maladrerie. L'existence d'une importante construction à cet endroit est certaine car de nombreux restes de fondations ont été mis au jour par des agriculteurs.
Les premières pierres de l'église actuelle ont été posées à la fin du XIIe siècle. La nef d'origine ne pouvait pas contenir plus de 300 personnes debout ce qui indique que la population de l'époque était nettement inférieure. Après les destructions de la guerre de Cent Ans qui a ravagé la région, l'église a été reconstruite au XVe siècle. C'est à cette période que la famille de Jacques Cœur, argentier du roi Charles VII est devenue propriétaire de Boulancourt. Marie Cœur, petite fille du financier, occupe les lieux et se marie à Eustache Luillier dont elle eut treize enfants. L'un d'eux, Jean Luillier, était seigneur de Boulancourt.
Sa fille Gabrielle Luillier, femme influente à son époque (XVIe et XVIIe) n'est probablement jamais venue à Boulancourt.

### Époque moderne
Pendant de nombreuses années, Boulancourt dépendit des seigneurs d'Augerville qui avaient souvent d'importantes fonctions auprès de la cour, tel Jean Perrault au XVIIe. La perception de la dîme échappait au seigneur d'Augerville au profit de la cure. L'un de ceux-ci, au XVIIe siècle, tenta de supprimer la cure de Boulancourt et de la remplacer par celle d'Augerville. Cette affaire fit grand bruit et les habitants hostiles à ce projet menacèrent le curé d'Augerville qui dut cesser d'exercer. Un nouveau curé de Boulancourt fut nommé, M Lartillot. À la Révolution, les biens de l'Église et des nobles devinrent biens nationaux. Ceux-ci vendus aux enchères en 1793 furent tous rachetés par onze habitants du village. La propriété des terres est donc toujours restée entre les mains des paysans locaux. À partir de cette période, le village est doté d'une représentation communale avec un maire. Les comptes rendus des conseils municipaux nous permettent d'avoir une documentation solide. Puis vint la conscription, dès 1795, les parents de huit appelés qui « sont à la défense de la Patrie », touchèrent un dédommagement. Parmi ces appelés, l'un d'eux, Pierre Viron eut une carrière militaire chargée mais revint blessé à Boulancourt. En 1815, il fallut héberger et nourrir les Prussiens et Autrichiens, certains habitants dont Pierre Viron qui était devenu garde-champêtre, attaquèrent un soldat ennemi. Trois habitants ainsi que le maire furent arrêtés.
Au milieu du XIXe siècle, l'avocat parisien Pierre-Antoine Berryer, propriétaire du château d'Augerville, fit planter une allée de marronniers reliant les deux communes, allée qui subsiste de nos jours.
Il y eut des escarmouches en 1870 à Augerville mais apparemment pas à Boulancourt. La Première Guerre mondiale apporta son lot de douleurs, huit noms sont portés sur le monument aux morts.
En 1927 la propriétaire du château d'Augerville, Mme Belmont, américaine, fit construire des tours d'aspect moyenâgeux en haut du village.
La gare la plus proche était celle d'Herbeauvilliers (commune de Buthiers), elle était très fréquentée par les agriculteurs et industriels de la commune. Boulancourt a participé à la construction de la ligne, des matériaux ont été extraits près de l'Essonne, ce qui a permis de créer les étangs actuels.
La route départementale, maintenant la RD 410, qui va de Beaumont-du-Gâtinais à Milly-la-Forêt a été construite entre 1845 et 1849 et améliorée par la suite. La route passant par Pierre-Longue et menant à Buthiers par les bords de l'Essonne a été élargie en 1876. Cette voie passait autrefois derrière la Pierre Dressée, maintenant elle passe devant.

## Politique et administration
| Période                                  | Période   | Identité               | Étiquette | Qualité |
| ---------------------------------------- | --------- | ---------------------- | --------- | ------- |
| Les données manquantes sont à compléter. |           |                        |           |         |
| 1995                                     |           | Jean-Jacques Chabanaud |           |         |
| mars 2001                                | mars 2008 | Jean-Jacques Chabanaud |           |         |
| mars 2008                                | En cours  | Éric Jaire             |           |         |

## Équipements et services

### Eau et assainissement
L’organisation de la distribution de l’eau potable, de la collecte et du traitement des eaux usées et pluviales relève des communes. La loi NOTRe de 2015 a accru le rôle des EPCI à fiscalité propre en leur transférant cette compétence. Ce transfert devait en principe être effectif au 1er janvier 2020, mais la loi Ferrand-Fesneau du 3 août 2018 a introduit la possibilité d’un report de ce transfert au 1er janvier 2026,.

#### Assainissement des eaux usées
En 2020, la commune de Boulancourt ne dispose pas d'assainissement collectif,.
L’assainissement non collectif (ANC) désigne les installations individuelles de traitement des eaux domestiques qui ne sont pas desservies par un réseau public de collecte des eaux usées et qui doivent en conséquence traiter elles-mêmes leurs eaux usées avant de les rejeter dans le milieu naturel. Le SME de la région de Buthiers assure pour le compte de la commune le service public d'assainissement non collectif (SPANC), qui a pour mission de vérifier la bonne exécution des travaux de réalisation et de réhabilitation, ainsi que le bon fonctionnement et l’entretien des installations,.

#### Eau potable
En 2020, l'alimentation en eau potable est assurée par le SME de la région de Buthiers qui en a délégué la gestion à l'entreprise Veolia, dont le contrat expire le 31 décembre 2020,,.
Les nappes de Beauce et du Champigny sont classées en zone de répartition des eaux (ZRE), signifiant un déséquilibre entre les besoins en eau et la ressource disponible. Le changement climatique est susceptible d’aggraver ce déséquilibre. Ainsi afin de renforcer la garantie d’une distribution d’une eau de qualité en permanence sur le territoire du département, le troisième Plan départemental de l’eau signé, le 3 octobre 2017, contient un plan d’actions afin d’assurer avec priorisation la sécurisation de l’alimentation en eau potable des Seine-et-Marnais. A cette fin a été préparé et publié en décembre 2020 un schéma départemental d’alimentation en eau potable de secours dans lequel huit secteurs prioritaires sont définis. La commune fait partie du secteur Beauce.

## Population et société

### Démographie
Autrefois la population était essentiellement agricole, par exemple en 1810 on comptait 14 vignerons, 17 cultivateurs, les autres étaient manouvriers, bergers, charretiers etc. La culture de la vigne a disparu pour deux raisons : le phylloxera et surtout l'arrivée à Paris du vin par le train.
L'évolution du nombre d'habitants est connue à travers les recensements de la population effectués dans la commune depuis 1793. Pour les communes de moins de 10 000 habitants, une enquête de recensement portant sur toute la population est réalisée tous les cinq ans, les populations de référence des années intermédiaires étant quant à elles estimées par interpolation ou extrapolation. Pour la commune, le premier recensement exhaustif entrant dans le cadre du nouveau dispositif a été réalisé en 2007.

En 2022, la commune comptait 341 habitants, en évolution de −4,48 % par rapport à 2016 (Seine-et-Marne : +3,92 %, France hors Mayotte : +2,11 %).
| 1793 | 1800 | 1806 | 1821 | 1831 | 1836 | 1841 | 1846 | 1851 |
| ---- | ---- | ---- | ---- | ---- | ---- | ---- | ---- | ---- |
| 256  | 279  | 263  | 277  | 281  | 263  | 240  | 263  | 264  |

| 1856 | 1861 | 1866 | 1872 | 1876 | 1881 | 1886 | 1891 | 1896 |
| ---- | ---- | ---- | ---- | ---- | ---- | ---- | ---- | ---- |
| 232  | 237  | 255  | 213  | 211  | 185  | 217  | 233  | 203  |

| 1901 | 1906 | 1911 | 1921 | 1926 | 1931 | 1936 | 1946 | 1954 |
| ---- | ---- | ---- | ---- | ---- | ---- | ---- | ---- | ---- |
| 211  | 201  | 182  | 163  | 178  | 186  | 163  | 175  | 166  |

| 1962 | 1968 | 1975 | 1982 | 1990 | 1999 | 2006 | 2007 | 2012 |
| ---- | ---- | ---- | ---- | ---- | ---- | ---- | ---- | ---- |
| 127  | 132  | 165  | 218  | 287  | 325  | 349  | 353  | 375  |

| 2017 | 2022 | - | - | - | - | - | - | - |
| ---- | ---- | - | - | - | - | - | - | - |
| 347  | 341  | - | - | - | - | - | - | - |

### Enseignement
Boulancourt, à l'initiative de l'Église, a eu une école dès la première moitié du XVIe siècle. Très éloignée des écoles actuelles, il s'agissait d'une masure et de maîtres mal payés. Ils avaient souvent un autre métier, ainsi, en 1817 le maître d'école était aussi menuisier et passait plus de temps dans sa menuiserie que dans son école. En 1833, il y avait 45 enfants dans l'école et 53 en 1867. En 1874, comme dans beaucoup de communes, on construisit une mairie-école. Dans la première moitié du XXe siècle, le nombre d'élèves décrut et l'école ferma en 1966.
La commune ne dispose plus d’école primaire publique (maternelle ou élémentaire).

### Événements
- Fête tous les 14 juillet.
- Depuis 2014, la commune organise une course de caisses à savon. En général, le deuxième dimanche de septembre.

## Économie

### Revenus de la population et fiscalité
En 2017, le nombre de ménages fiscaux de la commune était de 142, représentant 326 personnes et la  médiane du revenu disponible par unité de consommation  de 23 480 euros.

### Emploi
En 2017 , le nombre total d’emplois dans la zone était de 24, occupant 173 actifs  résidants.
Le taux d'activité de la population (actifs ayant un emploi) âgée de 15 à 64 ans s'élevait à 74,2 % contre un taux de chômage de 6,7 %.
Les 19,1 % d’inactifs se répartissent de la façon suivante : 6,7 % d’étudiants et stagiaires non rémunérés, 6,2 % de retraités ou préretraités et 6,2 % pour les autres inactifs.

### Entreprises et commerces
En 2015, le nombre d'établissements actifs était de 26 dont 1 dans l'agriculture-sylviculture-pêche, 7 dans la construction, 15 dans le commerce-transports-services divers et 3  étaient relatifs au secteur administratif.
Ces établissements ont pourvu 10 postes salariés.
L'agriculture reste l'occupation prépondérante même si le nombre de fermes a beaucoup diminué. On cultive comme dans les autres communes du canton : blé, orge, betterave sucrière, colza, et pois pour le bétail. Il n'y a plus d'élevage dans la commune. Il y a quelques commerçant et artisans mais la plus grosse entreprise est le camping. Fort de plus de 5 ha, il offre des endroits exceptionnels au bord de la rivière. Il y a aussi un camping caravaning dans le hameau de Pierre-Longue.

### Secteurs d'activité

#### Agriculture
Boulancourt est dans la petite région agricole dénommée le « Gâtinais », à l'extrême sud-ouest du département, s'étendant sur un large territoire entre la Seine et la Loire sur les départements du Loiret, de Seine-et-Marne, de l'Essonne et de l'Yonne. En 2010, l'orientation technico-économique de l'agriculture sur la commune est la culture de céréales et d'oléoprotéagineux (COP).
Si la productivité agricole de la Seine-et-Marne se situe dans le peloton de tête des départements français, le département enregistre un double phénomène de disparition des terres cultivables (près de 2 000 ha par an dans les années 1980, moins dans les années 2000) et de réduction d'environ 30 % du nombre d'agriculteurs dans les années 2010. Cette tendance se retrouve au niveau de la commune où le nombre d’exploitations est passé de dix en 1988 à deux en 2010. Parallèlement, la taille de ces exploitations augmente, passant de 42 ha en 1988 à 116 ha en 2010.
Le tableau ci-dessous présente les principales caractéristiques des exploitations agricoles de Boulancourt, observées sur une période de vingt-deux ans : 
|                                      | 1988 | 2000 | 2010 |
| ------------------------------------ | ---- | ---- | ---- |
| Dimension économique,                |      |      |      |
| Nombre d’exploitations (u)           | 10   | 4    | 2    |
| Travail (UTA)                        | 14   | 4    | 2    |
| Surface agricole utilisée (ha)       | 418  | 363  | 232  |
| Cultures                             |      |      |      |
| Terres labourables (ha)              | 417  | 363  | s    |
| Céréales (ha)                        | 337  | s    | s    |
| dont blé tendre (ha)                 | 145  | 135  | s    |
| dont maïs-grain et maïs-semence (ha) | 47   |      |      |
| Tournesol (ha)                       | 42   |      |      |
| Colza et navette (ha)                | 0    |      | s    |
| Élevage                              |      |      |      |
| Cheptel (UGBTA)                      | 9    | 0    | 0    |

## Culture locale et patrimoine

### Lieux et monuments

#### Église Saint-Denis

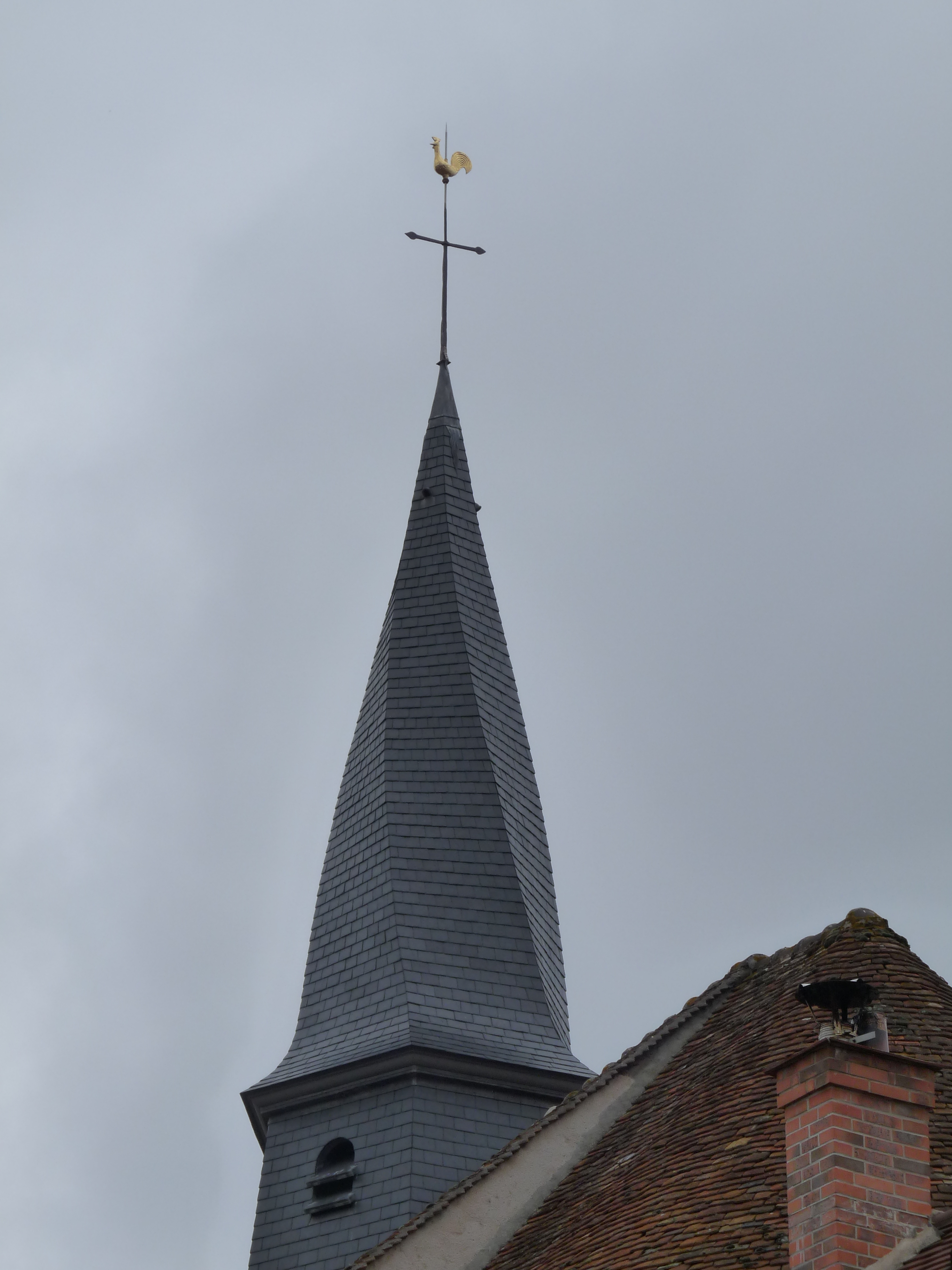
Clocher de l'église.

Comme de nombreuses églises de la région, l'église Saint-Denis a d'abord été romane; elle date du XIIe siècle. Il reste beaucoup de traces de cette église primitive : les chapelles latérales, celle de la Vierge et celle de saint Mesme. Trois piscines sont toujours en place mais murées à la suite de l'interdiction de leur usage par le pape Innocent III en 1212. Les plafonds de l'ancienne église étaient plats et en bois.
Des restaurations importantes eurent lieu au XVe siècle après les troubles causés par la guerre de Cent Ans. Préalablement, des gros dégâts avaient eu lieu : l'effondrement du clocher. Le chœur en a été affecté, on peut s'en rendre compte par la déformation d'une partie des voûtes. L'église n'a pas été reconstruite mais consolidée et agrandie par l'adjonction d'une sacristie située à l'avant droit de l'église. On refit aussi le plafond en bois mais cette fois-ci, il ne s'agissait plus d'un plafond plat mais d'un plafond voûté en anse de panier. Les efforts sur les murs de la nef furent tels qu'il fut nécessaire de construire un contrefort à l'extrémité ouest. De nouveau, au XIXe siècle, d'importants travaux eurent lieu. Tout d'abord, la voûte de la nef en bois fut remplacée par une voûte en brique et plâtre. Le sol a été couvert de tomettes. Les fenêtres ont été redistribuées et de nombreuses petites portes condamnées. Les murs de toute l'église ont été recouverts intérieurement de plâtre, ils étaient auparavant badigeonnés en jaune.

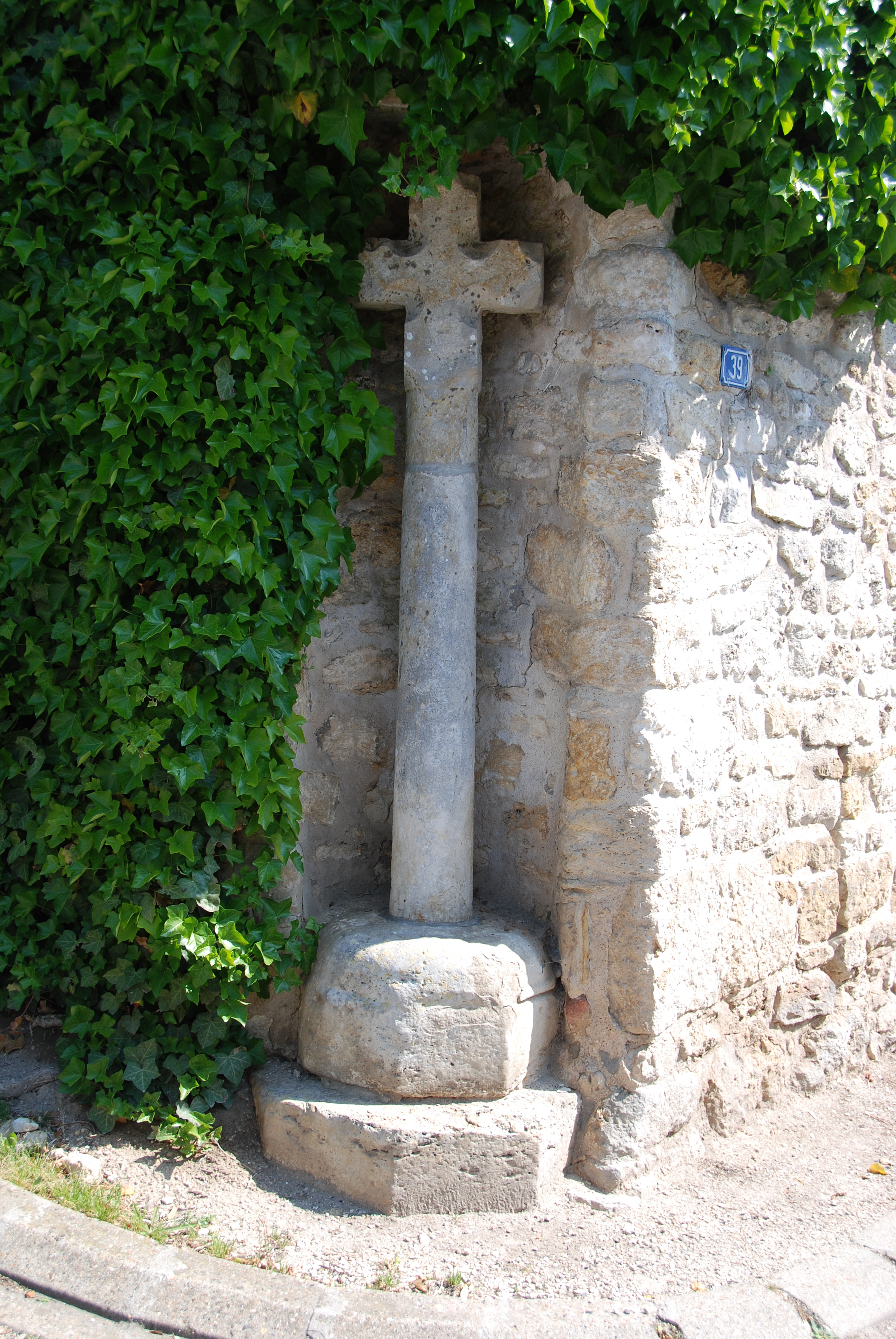
La croix au centre du village.

Avant 1913, le clocher était arrondi en de forme de bulbe. Peut-être avait-il été précédé par une grande flèche ? En 1913, le clocher devint pyramidal. De nouveau en 2008, ce clocher menaçait de s'écrouler, et l'église a donc été fermée depuis 2005. Le conseil municipal décida de le reconstruire tors comme celui de la commune voisine Puiseaux, située à cinq kilomètres. L'ancien clocher fut démonté en 2008, le nouveau, construit en atelier en 2009, a été placé en septembre 2010, à l'aide d'une grue. Il est hexagonal, sur base carrée, il mesure sept mètres de haut, il tourne de droite à gauche de 1/8e de tour, et est couvert d'ardoise.

#### Croix
Autrefois, il y avait cinq croix, en bois, en fer ou en pierre. Elles marquaient les stations des processions qui démarraient de la croix Berteau qui se situait à l'emplacement des tours actuelles. Toutes ont disparu. Celle que l'on voit de nos jours était au milieu de l'ancien cimetière et a été placée contre un mur, rue Grande près de l'église.

#### Autres
Les tours. Une immense poterne cimentée se trouve au bout de l'allée qui traverse Boulancourt et va jusqu'à Augerville. Cette construction anachronique, qui fait illusion de loin, a été réalisée par une milliardaire américaine dans les années 1926-1930.
Sur la promenade aménagée près du pont et du lavoir, plusieurs bancs ont été installés. Ce lieu est très agréable et reposant.

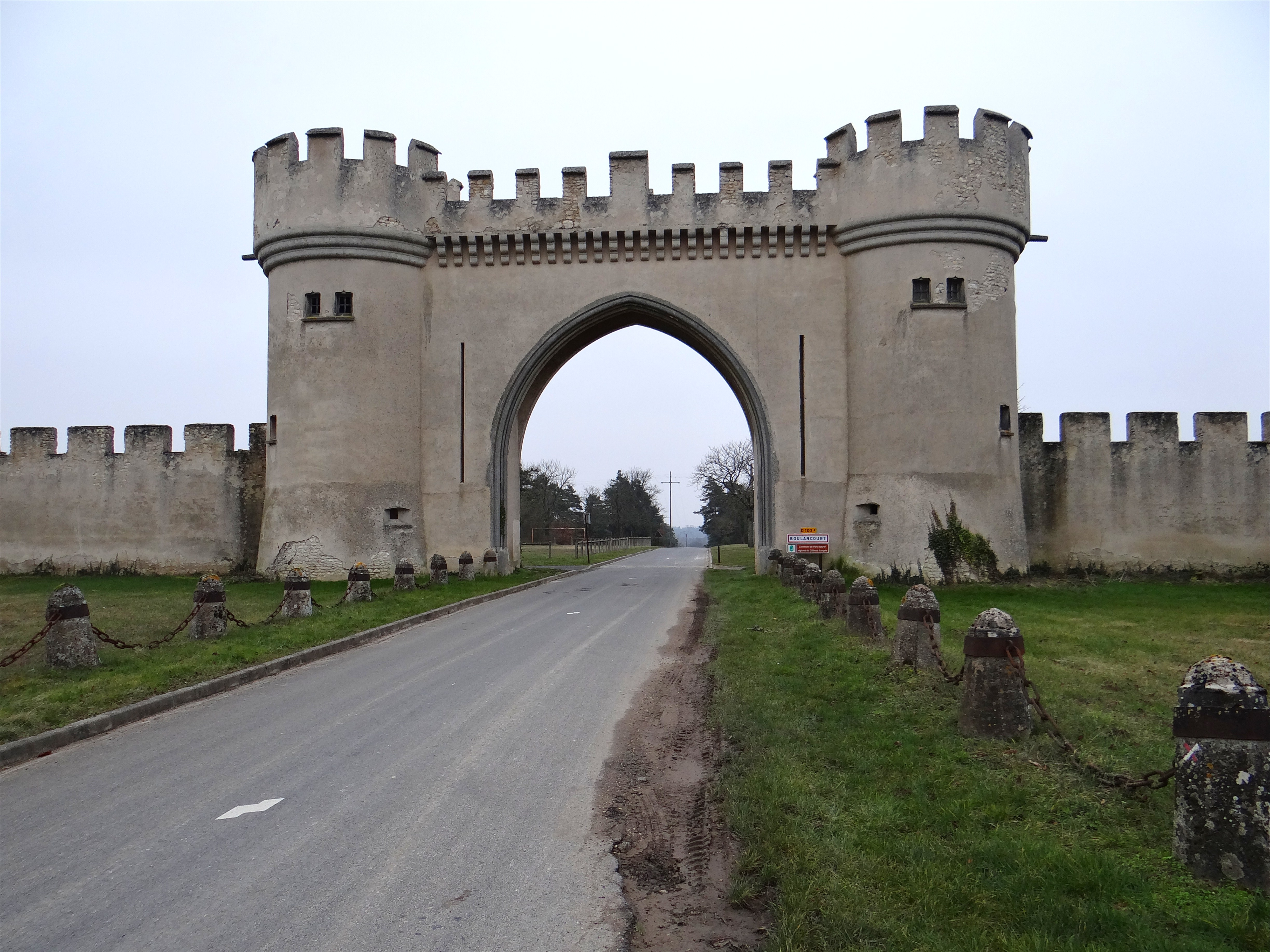
Promenade des Tours.

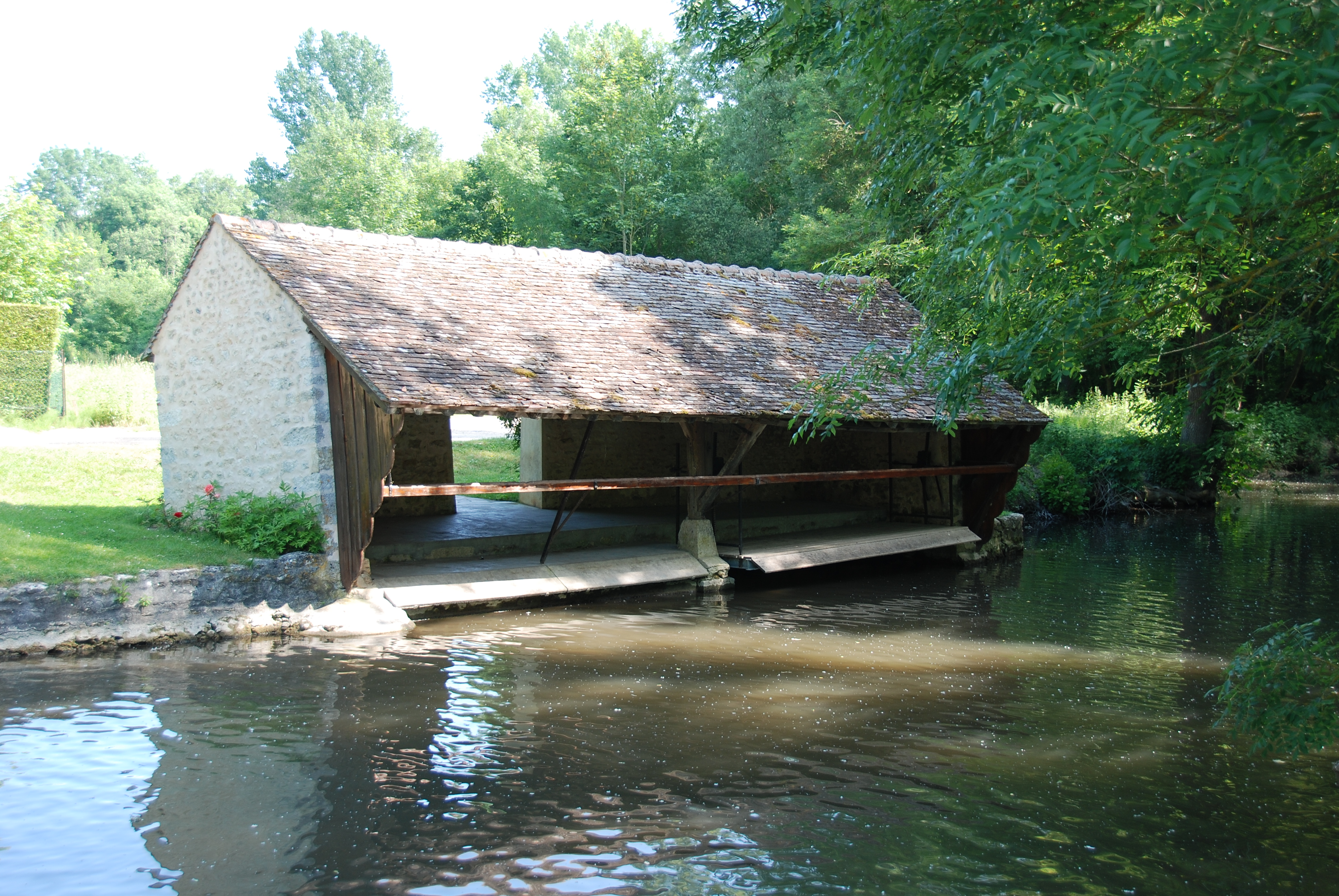
Le lavoir.

La proximité de la rivière Essonne a toujours donné à Boulancourt des caractéristiques que n'avaient pas les communes situées sur le plateau. D'abord, l'accès à l'eau était facile et illimité. Les particuliers qui habitaient dans le bas pouvaient se creuser un puits de quelques mètres seulement. Mais la proximité de l'Essonne ou plus exactement de la Noue permettait de satisfaire les plus gros besoins : abreuvoir pour les bêtes, lessives ou lutte contre l'incendie. Deux lavoirs ont été construits en 1905. Celui placé près du pont a été bien entretenu, ce qui rend le paysage très beau, même si le lavoir ne sert plus. L'eau de la rivière permettait d'autres activités telle que le rouissage du chanvre. Cela était fait dans des « rotoirs » (cuves pleines d'eau) et puait. Dans une cabane à l'extrémité de la rue Grande, on broyait la filasse.
Une autre activité remarquable était celle des moulins. On moulait les céréales mais l'un des moulins avait une autre fonction : il foulait les tissus. En effet, certains tissus trop rigides après leur fabrication avaient besoin d'être assouplis. Pour le moulin, il fallait un cours d'eau pour fournir l'énergie nécessaire pour plier, rouler, frapper la toile que l'on aspergeait avec de l'eau. Ce moulin subsiste mais il n'est plus en activité, on l'appelle le « moulin Foulon ».
Le réseau d'eau potable n'a été installé qu'à partir de 1956 alors que l'électricité est arrivée en 1924.

### Héraldique
| Blason de Boulancourt | Blason  | De gueules à trois pals de vair; au chef d'or chargé de deux lions de sable. |
| Blason de Boulancourt | Détails | Le statut officiel du blason reste à déterminer.                             |